# Dreamcatcher (album d'Andy McKee)
Pour les articles homonymes, voir Dreamcatcher.
Albums de Andy McKee
Nocturne
(2001) Art of Motion
(2005)
Dreamcatcher est le second album du guitariste Andy McKee.
| #  | Title                         | Time |
| -- | ----------------------------- | ---- |
| 1  | "Common Ground"               | 2:58 |
| 2  | "Building a Memory"           | 4:50 |
| 3  | "Dreamcatcher"                | 2:51 |
| 4  | "When She Cries"              | 3:43 |
| 5  | "Art of Motion"               | 3:27 |
| 6  | "Into the Ocean"              | 3:55 |
| 7  | "Heather's Song"              | 3:28 |
| 8  | "Theme from Schindler's List" | 2:18 |
| 9  | "Africa"                      | 4:16 |
| 10 | "The Friend I Never Met"      | 3:13 |
| 11 | "I Will See You Again"        | 3:40 |